# Polikarpov NB
Le Polikarpov NB (Notchnoï Bombardirovchtchik, bombardier nocturne) est un bombardier bimoteur soviétique conçu durant la Seconde Guerre mondiale. Un unique prototype fut construit avant l'arrêt du projet, dû à la mort en 1944 de Nikolaï Polikarpov, directeur du bureau d'étude du même nom.

## Développement
Les origines du programme NB sont obscures, mais sa conception commença durant l'hiver 1941-42 sous la dénomination T, donnée par l'OKB. Le NB était un monoplan bimoteur à aile haute et à double-queue, et était d'une conception. Le fuselage était en chpon (contreplaqué de bouleau moulé), d'une épaisseur de 4 à 5 mm, et était renforcé par un maillage de tubes d'acier soudés, et un réseau de câbles tout autour des ouvertures des ailes et de la soute à bombes. L'aile à poutrelle unique était constituée d'un mélange d'acier et de duralumin. La section centrale avait un revêtement en duralumin, mais les panneaux extérieurs étaient constitués de chpon. Les volets à structure en duralumin étaient mus électriquement, et couraient le long de la section centrale de l'aile, séparés par les nacelles moteur. Les becs de bord d'attaque étaient montés en dehors des panneaux extérieurs. Toutes les surfaces de contrôle étaient de bois et recouvertes de tissu. La queue possédait un dièdre de 7°, avec un double-aileron. Elle aussi possédait une structure en duralumin et un revêtement de chpon. Le train d'atterrissage principal se rétractait vers l'arrière dans les nacelles moteur, et la roulette de queue dans le fuselage arrière. Six réservoirs renforcés se situaient dans la section centrale de l'aile, et quatre autres dans les ailes, à l'extérieur. Ils possédaient une capacité totale de 2 760 kg (incluant l'huile). Deux moteurs en étoile Chvetsov ASh-82 à refroidissement par air, développant une puissance de 1 849 ch chacun, étaient accrochés sous les ailes. Des moteurs V12 alternatifs furent étudiés, tels que le Mikulin AM-39 (en) et le Shvetsov M-71 (en), mais des problèmes de développement les écartèrent assez vite.
Une baie vitrée étendue fut construite pour l'opérateur bombardier dans le nez. Celui-ci possédait aussi une mitrailleuse Berezin UB fixe pour laquelle le pilote possédait un viseur à réflecteur. Le mitrailleur dorsal possédait une mitrailleuse UBT dans une tourelle, alors que le mitrailleur ventral avait à disposition une autre mitrailleuse UB dans une écoutille. La soute à bombe pouvait emporter jusqu'à 2 000 kg de bombes, et 3 000 kg pouvaient être rajoutés sur des emports sous les ailes.
Le NB fit son premier vol le 23 mai 1944, et termina les vols d'essai du constructeur en août. Ses performances s'annonçaient considérables, mais la mort de Polikarpov un mois plus tôt entraîna la fermeture du bureau de conception et tous les projets associés furent stoppés.

## Sources
- (en) Cet article est partiellement ou en totalité issu de l’article de Wikipédia en anglais intitulé « Polikarpov NB » (voir la liste des auteurs).